# Sant'Ambrogio (Zoagli)
Sant'Ambrogio is een plaats (frazione) in de Italiaanse gemeente Zoagli.